# Andrena maukensis
Andrena maukensis är en biart som beskrevs av Matsumura 1911. Andrena maukensis ingår i släktet sandbin, och familjen grävbin. Inga underarter finns listade i Catalogue of Life.